# Angerona hasebroekii
Angerona hasebroekii är en fjärilsart som beskrevs av Kujan 1933. Angerona hasebroekii ingår i släktet Angerona och familjen mätare. Inga underarter finns listade i Catalogue of Life.